# Edan Diop
Edan Diop (Tours, 28 agosto 2004) è un calciatore francese, centrocampista del Monaco.

## Biografia
È nato in Francia da padre senegalese e madre marocchina; anche suo fratello Sofiane è un calciatore professionista.

## Carriera

### Club
Cresciuto nel settore giovanile del Monaco, il 5 agosto 2022 firma il suo primo contratto professionistico con i monegaschi, di durata triennale; debutta in prima squadra il 23 febbraio 2023, in occasione dell'incontro di Europa League perso ai rigori contro il Bayer Leverkusen. Tre giorni dopo debutta anche in Ligue 1, disputando l'incontro perso per 0-3 contro il Nizza. Il 2 aprile realizza la sua prima rete con la squadra e contestualmente in campionato, nell'incontro vinto per 4-3 contro lo Strasburgo, in cui segna la rete del temporaneo 3-2.

### Nazionale
Nel 2022 ha esordito con la nazionale francese Under-19.

## Statistiche

### Presenze e reti nei club
Statistiche aggiornate all'11 luglio 2024.
| Stagione        | Squadra         | Campionato      | Campionato | Campionato | Coppe nazionali | Coppe nazionali | Coppe nazionali | Coppe continentali | Coppe continentali | Coppe continentali | Altre coppe | Altre coppe | Altre coppe | Totale | Totale |
| Stagione        | Squadra         | Comp            | Pres       | Reti       | Comp            | Pres            | Reti            | Comp               | Pres               | Reti               | Comp        | Pres        | Reti        | Pres   | Reti   |
| --------------- | --------------- | --------------- | ---------- | ---------- | --------------- | --------------- | --------------- | ------------------ | ------------------ | ------------------ | ----------- | ----------- | ----------- | ------ | ------ |
| 2022-2023       | Monaco          | L1              | 7          | 1          | CF              | 0               | 0               | UEL                | 1                  | 0                  | -           | -           | -           | 8      | 1      |
| 2023-2024       | Monaco          | L1              | 10         | 0          | CF              | 2               | 0               | -                  | -                  | -                  | -           | -           | -           | 12     | 0      |
| Totale carriera | Totale carriera | Totale carriera | 17         | 1          |                 | 2               | 0               |                    | 1                  | 0                  |             | -           | -           | 20     | 1      |